# Acide maléique
Ne doit pas être confondu avec Acide malique.
L'acide maléique est un acide dicarboxylique insaturé, l'acide Z-butènedioïque. Cette molécule est le diastéréoisomère de l'acide fumarique ou acide E-butènedioïque, la configuration montre que les groupes carboxyle, caractéristiques des acides organiques sont placés dans un plan du même côté (-cis) de la liaison éthylénique, c'est-à-dire de la double liaison carbone-carbone, rigide (le préfixe Z-: zusammen, signifiant ensemble en allemand, par opposition à E-: entfernt, éloigné dans la configuration -trans de l'acide fumarique). 
Les sels de ses anions et les esters sont appelés maléates.

## Stabilité et propriétés
L'acide maléique est moins stable que son isomère fumarique, car la proximité des groupes carboxyle rend aisée une déshydratation en anhydride maléique, découverte par le chimiste Kekulé. L’acide maléique est le stéréo-isomère Z de l’acide fumarique. Une liaison hydrogène intramoléculaire est possible entre l’hydrogène du groupe carboxyle porté par un des carbones extrémaux de la chaîne carbonée et l’oxygène du groupe carboxylique porté par l’autre carbone extrémal de la chaîne. La présence de cette liaison hydrogène intramoléculaire limite la formation de liaisons hydrogène intermoléculaires, ce qui diminue la cohésion du solide constitué de molécules d’acide maléique. C’est pourquoi la température de fusion de l’acide maléique est plus faible que celle de son stéréo-isomère E, l’acide fumarique.
La première acidité est relativement forte, par un effet de stabilisation électronique de la base conjuguée. 
L'acide maléique est un philodiène par sa liaison éthylénique, appauvrie par deux groupes voisins attracteurs d'électrons. Ce philodiène participe ainsi à de nombreuses réactions avec des diènes pour former des cycles à six carbones. 
Il donne facilement par chauffage un anhydride cyclique appelé anhydride maléique. C'est la réaction de déshydratation évoquée plus haut, qui explique le non-sens de la mesure de point de fusion ou d'ébullition, signalé par le terme décomposition, puisque la molécule d'acide maléique se transforme en anhydride cyclique beaucoup plus volatil.
L'acide maléique, par sa double liaison susceptible de réaction d'addition radicalaire, est aussi un monomère. Associé à l'acide acrylique, il permet d'obtenir des copolymères acrylomaléiques, qui présentent malgré un coût élevé un intérêt en tant qu'adjuvants actifs de détergents. Leurs effets dispersants, séquestrants et légèrement tensio-actifs les proposent pour l'usage adjuvant en substitution des polyphosphates, en l'occurrence le tripolyphosphate de sodium STPP ou Na5P3O10.